# Kohleverstromung

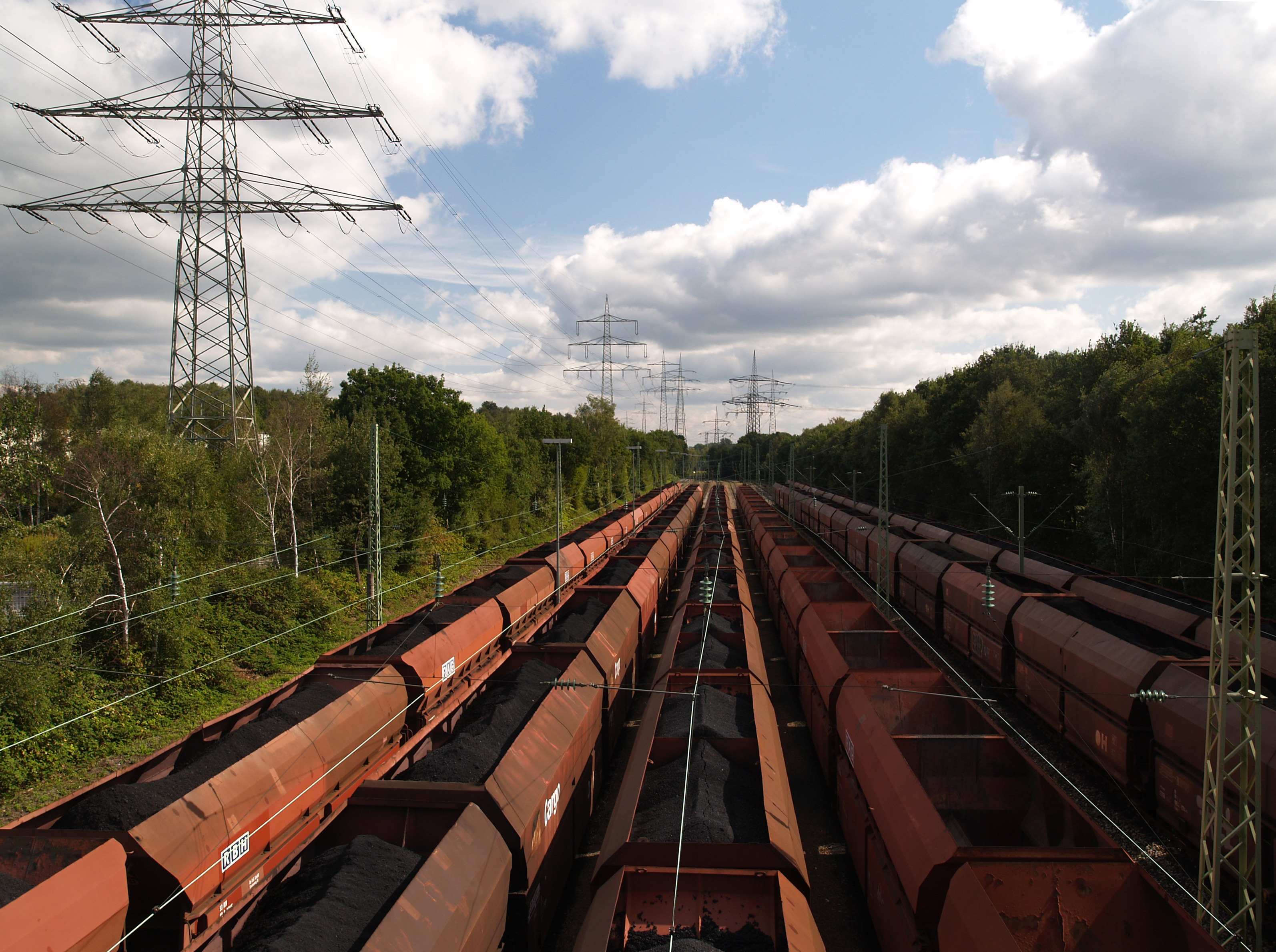
Kraftwerkskohle in Eisenbahnwagen zum Abtransport ins Kraftwerk, rechts und links: Hochspannungsleitungen

Mit Kohleverstromung bezeichnet man die Stromerzeugung durch das Verbrennen von Kohle in Kohlekraftwerken.
Die Kohleverstromung ist seit langem die wichtigste Verwendung für Stein- und Braunkohle.

## Technik
Die Kohleverstromung kann zum einen durch direkte Verbrennung der Kohle zur Dampferzeugung geschehen. Mit dem Überdruck im Dampf werden dann die Turbinen betrieben, die Stromgeneratoren antreiben. Ein anderer, indirekter Weg ist die Kohlevergasung und das Verbrennen des Gases, was Turbinen und Generatoren antreibt. Mit den heißen Abgasen lässt sich dann in einer zweiten Stufe Dampf erzeugen, der wie oben genutzt wird.

## Status in Deutschland
Laut Bruttostromerzeugungsstatistik der Arbeitsgemeinschaft Energiebilanzen für das Jahr 2024 wurden 79,2 TWh aus Braunkohle und 27,2 TWh aus Steinkohle erzeugt. Die Braunkohle hatte einen Anteil an der Stromerzeugung in Deutschland von 15,9 % und Steinkohle einen von Anteil 5,5 %. Der Anteil der Kohleverstromung (gesamt 21,4 % bzw. 106,4 TWh) war deutlich kleiner als der Anteil der erneuerbaren Energien (57,1 % bzw. 284 TWh), aber größer als der Anteil von Erdgas (15,8 % bzw. 78,4 TWh). Im Jahr 2019, dem letztes Jahr vor der COVID-19-Pandemie in Deutschland wurden in Deutschland noch 114,0 TWh aus Braunkohle erzeugt und 57,5 TWh aus Steinkohle (zum Vergleich: 75,1 TWh Kernenergie, 89,9 TWh Erdgas, 4,8 TWh Mineralöl, 241,6 TWh Erneuerbare, darunter: 125,9 TWh Wind und 44,3 TWh Photovoltaik).
Am 3. Juli 2020 beschloss der Bundestag den Ausstieg aus der Kohleverstromung in Deutschland bis zum Jahr 2038.
Die seit Dezember 2021 amtierende Regierung Scholz hat in ihrem Koalitionsvertrag folgendes vereinbart: Die Klimaschutzziele von Paris zu erreichen, hat für uns oberste Priorität. Klimaschutz sichert Freiheit, Gerechtigkeit und nachhaltigen Wohlstand. Es gilt, die soziale Marktwirtschaft als eine sozial-ökologische Marktwirtschaft neu zu begründen. Wir schaffen ein Regelwerk, das den Weg frei macht für Innovationen und Maßnahmen, um Deutschland auf den 1,5-Grad-Pfad zu bringen. Wir bringen neues Tempo in die Energiewende, indem wir Hürden für den Ausbau der Erneuerbaren Energien aus dem Weg räumen. Schritt für Schritt beenden wir das fossile Zeitalter, auch, indem wir den Kohleausstieg idealerweise auf 2030 vorziehen und die Technologie des Verbrennungsmotors hinter uns lassen.
Nach dem Beginn des russischen Überfalls auf die Ukraine wurde der Verstromungsmix neu diskutiert.

## Status in Österreich

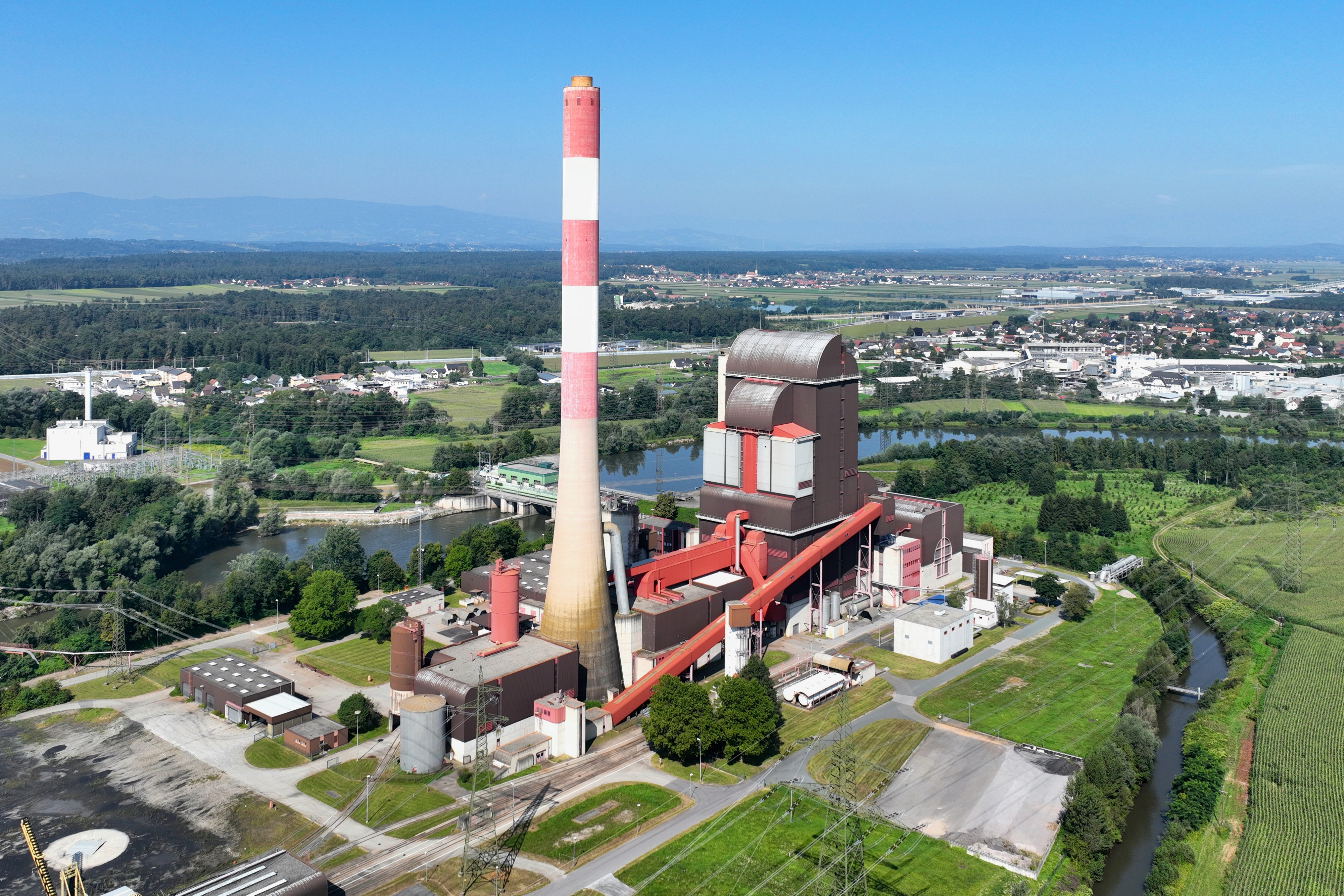
Fernheizkraftwerk Mellach

In Österreich wurden das Kraftwerk Dürnrohr in Niederösterreich mit 2. August 2019 auf die Nutzung vom in der nahen Müllverbrennungsanlage Dürnrohr erzeugten Dampf umgestellt sowie das Fernheizkraftwerk Mellach in der Steiermark mit 17. April 2020 auf den Betrieb mit Erdgas zur Stromnetzstützung umgestellt. Im Jahr 2022 sollte die Kohleverstromung im Kraftwerk Mellach wieder aufgenommen werden, was jedoch später wieder verworfen wurde.

## Status weltweit
Der Steinkohleanteil an der gesamten Elektrizitätserzeugung ist (Stand 2014) weltweit am höchsten in Südafrika mit 90 %. Südafrika war laut einer Studie von Greenpeace fünftgrößter Kohleproduzent und sechstgrößter Kohlekonsument auf der Erde und dadurch einer der Staaten mit den höchsten CO2-Emissionen.
Deutschland, Großbritannien, die USA, Frankreich und die Europäische Union bringen (Stand November 2021) mit 7,3 Milliarden Euro ein Projekt auf den Weg, das es ermöglichen soll, bis 2030 neun Kohlekraftwerke stillzulegen. Dies würde die Emissionen um 40 Prozent senken.

## Geplante neue Kohlekraftwerke
Kohlekraftwerke werden zum einen geplant, um alte Kohlekraftwerke zu ersetzen, und mancherorts auch, um neue Kohlekraftwerk-Kapazitäten zu schaffen.
Laut einer im Sommer 2021 erschienenen Analyse des Londoner Thinktanks E3G ist
seit dem UN-Klimagipfel von Paris 2015 die Zahl der geplanten neuen Kohlekraftwerke auf der Welt um 76 Prozent gesunken. Planungen für neue Kohlekraftwerke mit einer Gesamtleistung von 1175 Gigawatt sind aufgegeben worden. 44 Regierungen hätten seit 2015 beschlossen, keine neuen Kohlekraftwerke mehr zu bauen. In weiteren 40 Staaten seien keine neuen Kohlekraftwerke geplant. Mehr als die Hälfte der geplanten neuen Kohlekraftwerke seien in China geplant.
Allerdings sei die dort geplante zusätzliche Kohleverstromungs-Kapazität um zwei Drittel niedriger als 2015.